# Wahner Heide

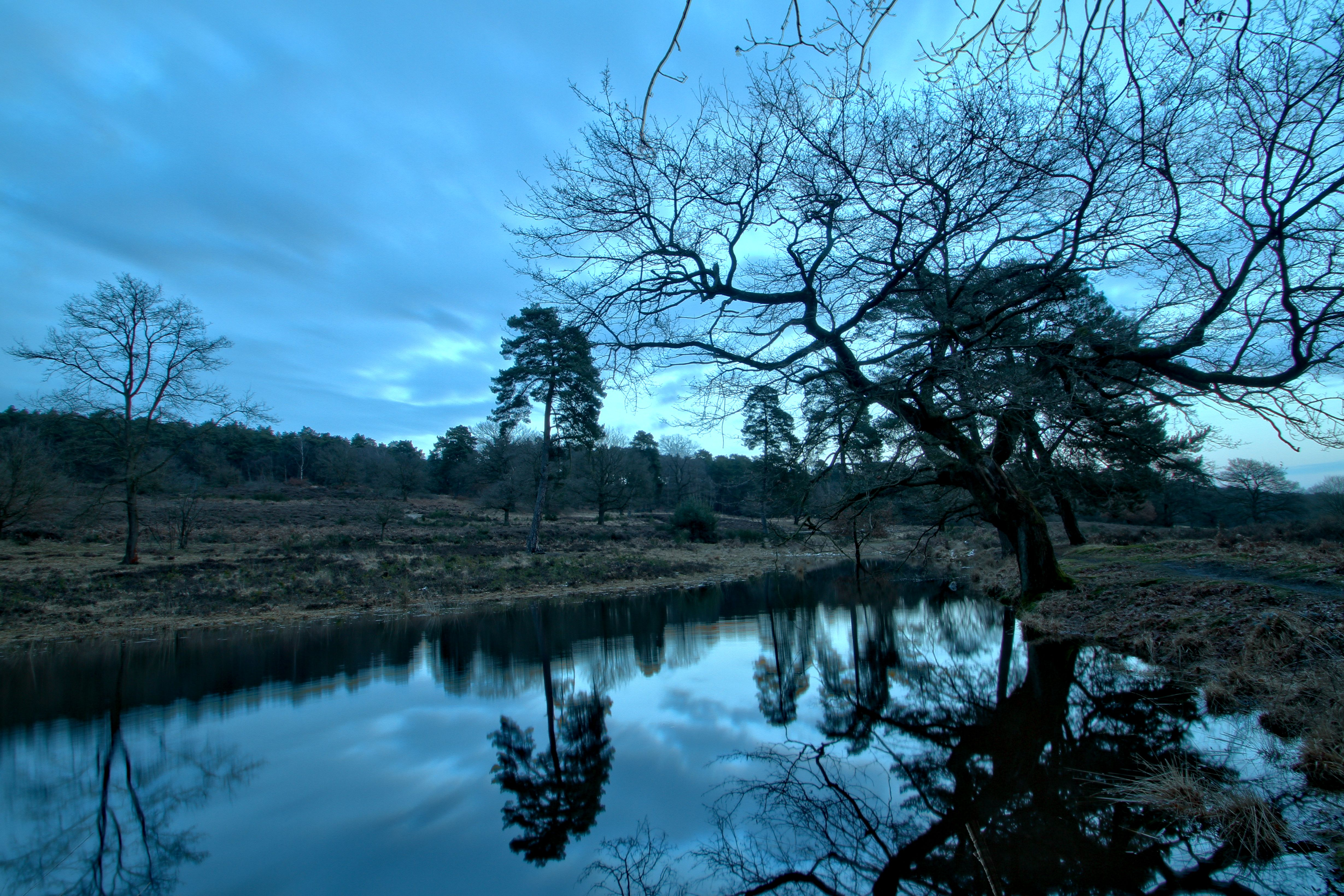

Mit Wahner Heide wird die rechtsrheinische Mittelterrassenlandschaft zwischen dem Mündungslauf der Sieg im Süden und dem der Dhünn im Norden bezeichnet. Sie ist Bestandteil der Bergischen Heideterrasse und erstreckt sich östlich der Stadt Köln über etwa 28 Kilometer in nordnordwestliche Richtung und nimmt eine Fläche von etwa 177 km² ein.
Die Wahner Heide im engeren Sinne, wie sie üblicherweise auf Kartenwerken verzeichnet ist, ist hiervon der etwa 47 km² große südwestliche Teil, welcher durch die A 3 abgetrennt wird und im Südosten an der Aue der Agger endet. Von ihr werden allein 37 km² durch das gleichnamige Naturschutzgebiet (bzw. jenes der Aggeraue) eingenommen, der Rest der Fläche entfällt weitgehend auf den Flughafen Köln/Bonn und auf Siedlungsflächen der Randorte.

## Lage
Die Wahner Heide im engeren Sinne liegt zwischen den Städten Köln (Nordwesten), Rösrath (Nordosten), Lohmar (südlicher Osten) und Troisdorf (Süden). Ihren Namen hat die Heide vom Ort „Wahn“. Wahn ist heute ein Teil des Kölner Stadtbezirks Porz. Zur Preußenzeit war die Heide auch unter der Bezeichnung Schießplatz Wahn bekannt, sie wurde sowohl im Ersten als auch im Zweiten Weltkrieg als Truppenübungsplatz, Flugfeld und Kriegsgefangenenlager genutzt. Heute befindet sich neben den etwa 47 km² Fläche einnehmenden Naturschutzgebieten der Flughafen Köln/Bonn inmitten der Wahner Heide.
Die Wahner Heide im naturräumlichen Sinne setzt sich nach Norden bis zum Tal der Dhünn in Leverkusen fort; nach Nordosten reicht sie bis Odenthal, im nördlichen Osten nimmt sie Teile der Besiedelung von Bergisch Gladbach ein. Unmittelbar nördlich an das Naturschutzgebiet der Wahner Heide schließt sich das Naturschutzgebiet Königsforst an, dessen östliches Drittel bereits auf den Bergischen Hochflächen liegt.
Auf der Terrasse der Wahner Heide liegt auch das komplette Kernstadtgebiet Rösraths und, ganz im Südosten, der Wald nordöstlich Siegburgs.

## Geomorphologie
Geologisch-naturräumlich stellt die Wahner Heide den südlichen Teil der Bergischen Heideterrasse dar, einer rechtsrheinischen Mittelterrassenebene, die sich in einer 8 bis 10 Meter hohen Höhenstufe von der westlich angrenzenden Niederterrasse abhebt. Zu den im Osten deutlich ansteigenden Bergischen Hochflächen gibt es demgegenüber keine eindeutige Grenze.
Nach Norden wird die Heide durch die Hilden-Lintorfer Sandterrassen fortgesetzt.

## Naturräumliche Gliederung
Naturräumlich gliedert sich die Wahner Heide wie folgt:
- (zu 55 Niederrheinische Bucht)
  - (zu 550 Bergische Heideterrasse (Bergische Sandterrassen, Schlebusch-Wahner Heide[4]))
    - 550.0 Wahner Heide (ca. 177 km²)[1]
      - 550.00 Lohmarer Heide
      - 550.01 Unteraggertal
      - 550.02 Untersülztal
      - 550.03 Paffrath-Altenrather Heideterrasse
        - 550.030 Altenrather Heideterrasse
        - 550.031 Paffrather Kalkterrasse
        - 550.032 Schildgener Terrasse

      - 550.04 Wahner Heideterrasse
      - 550.05 Unteres Dhünntal

## Naturschutz

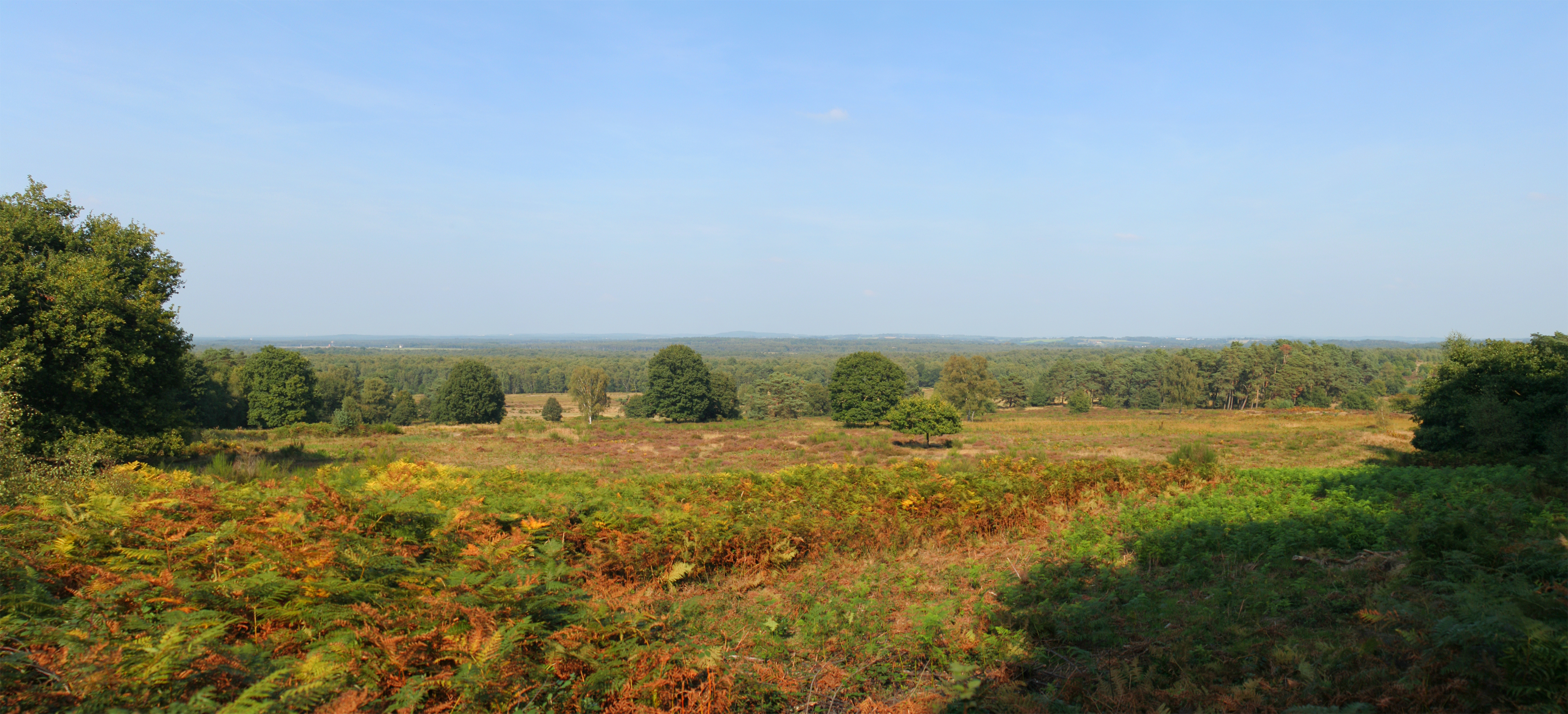
Aussicht auf die Kölner Bucht

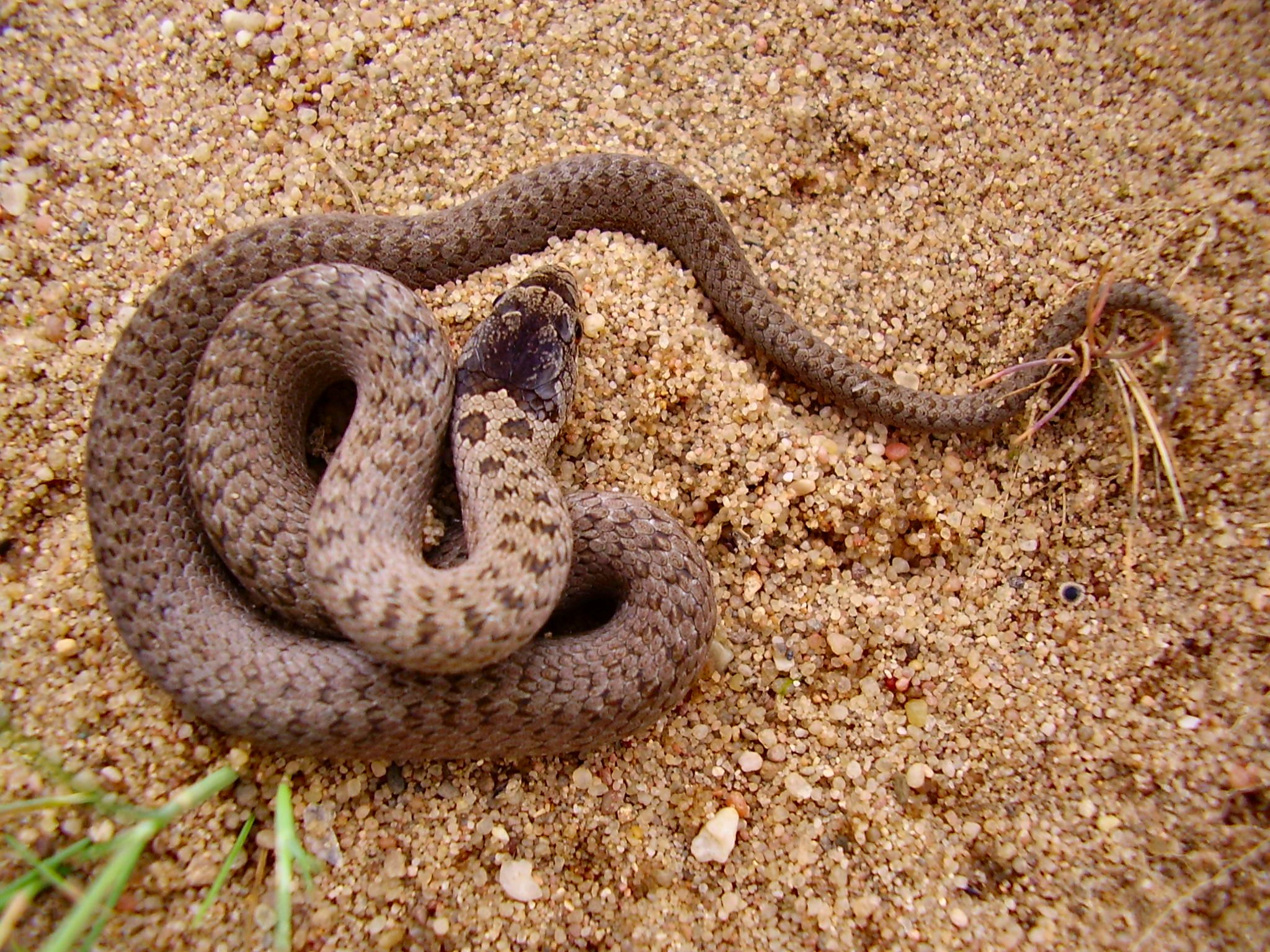
Schlingnatter (Coronella austriaca), Jungtier

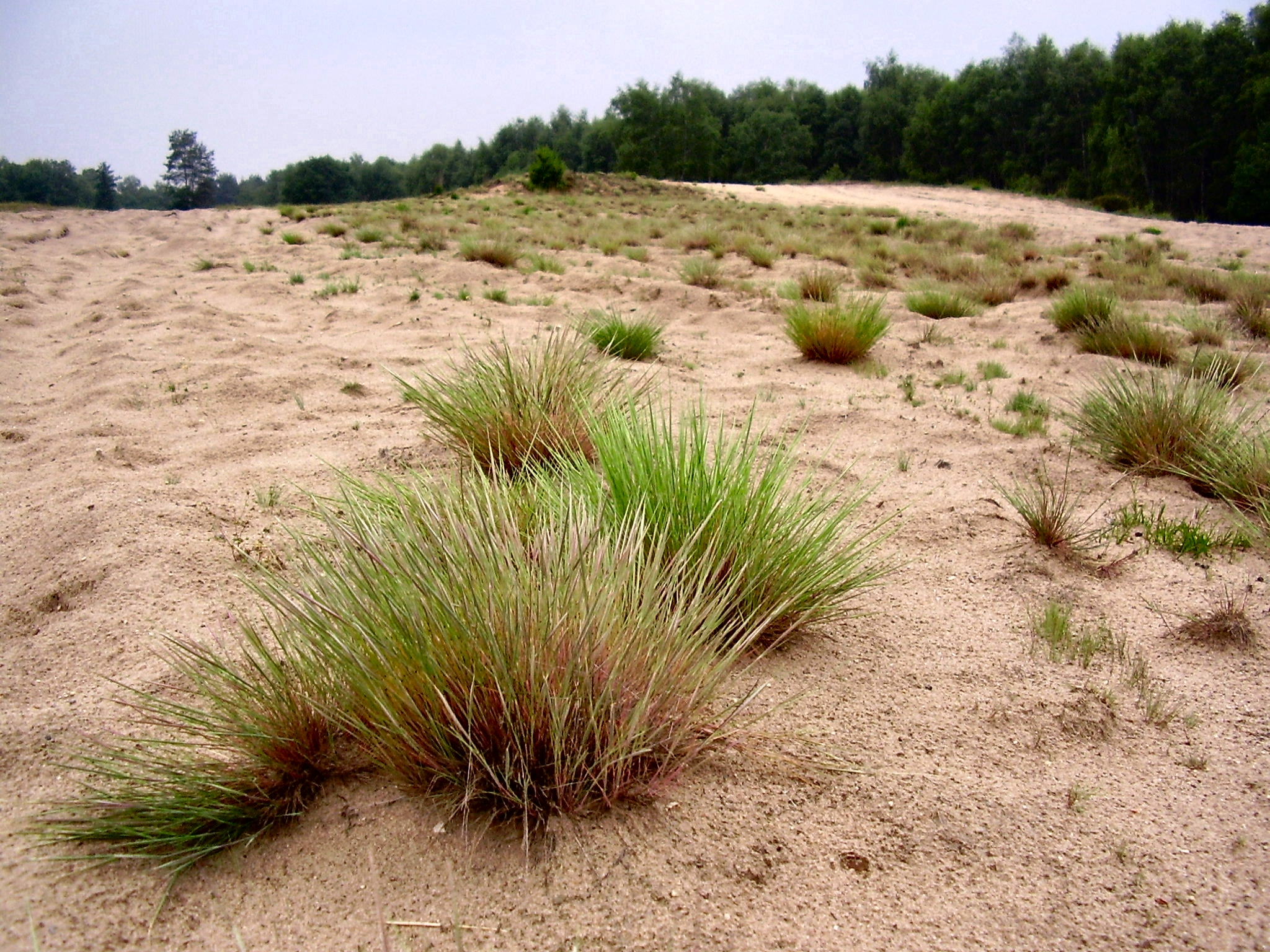
Silbergras (Corynephorus canescens)

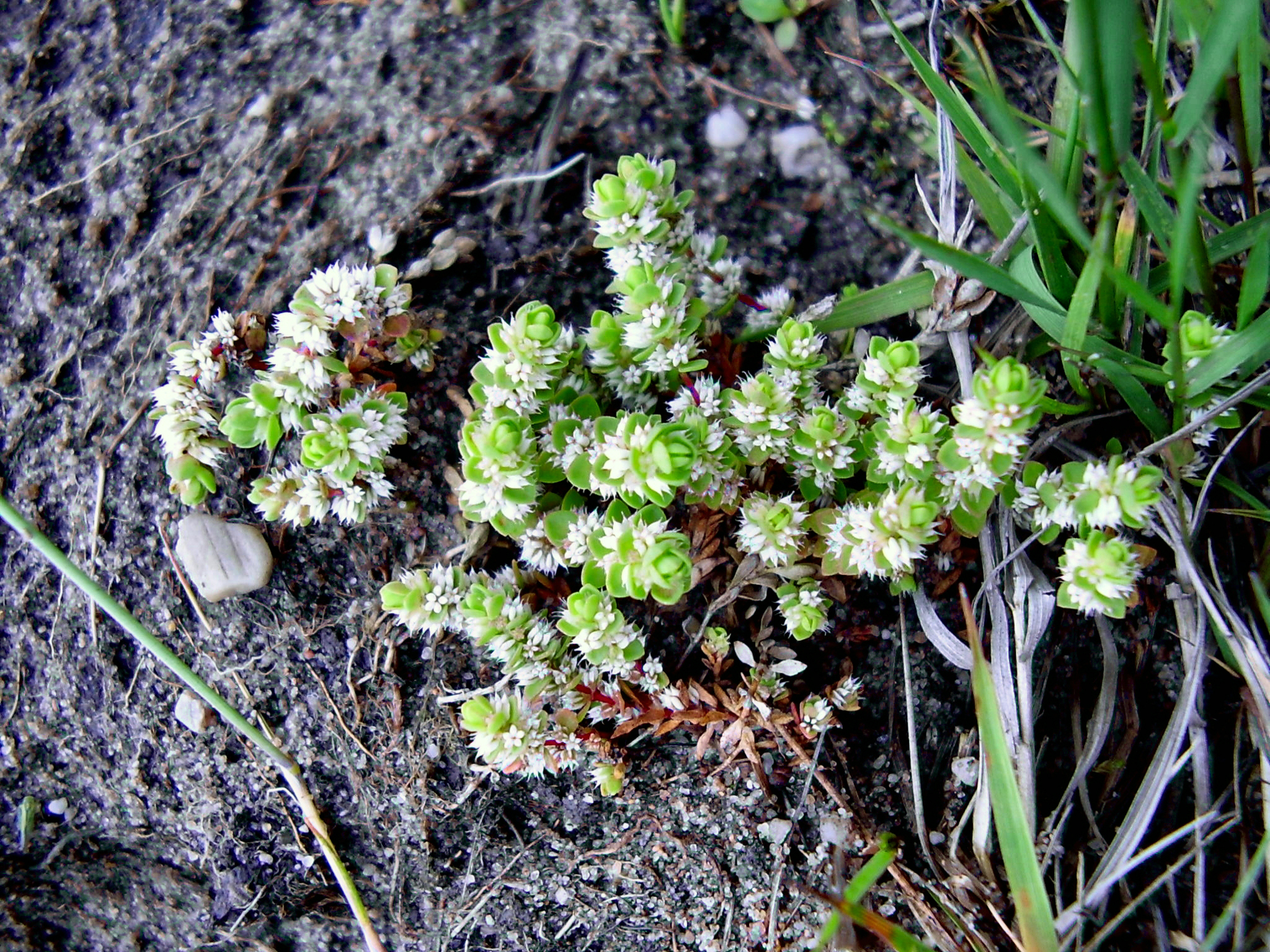
Knorpelmiere (Illecebrum verticillatum)

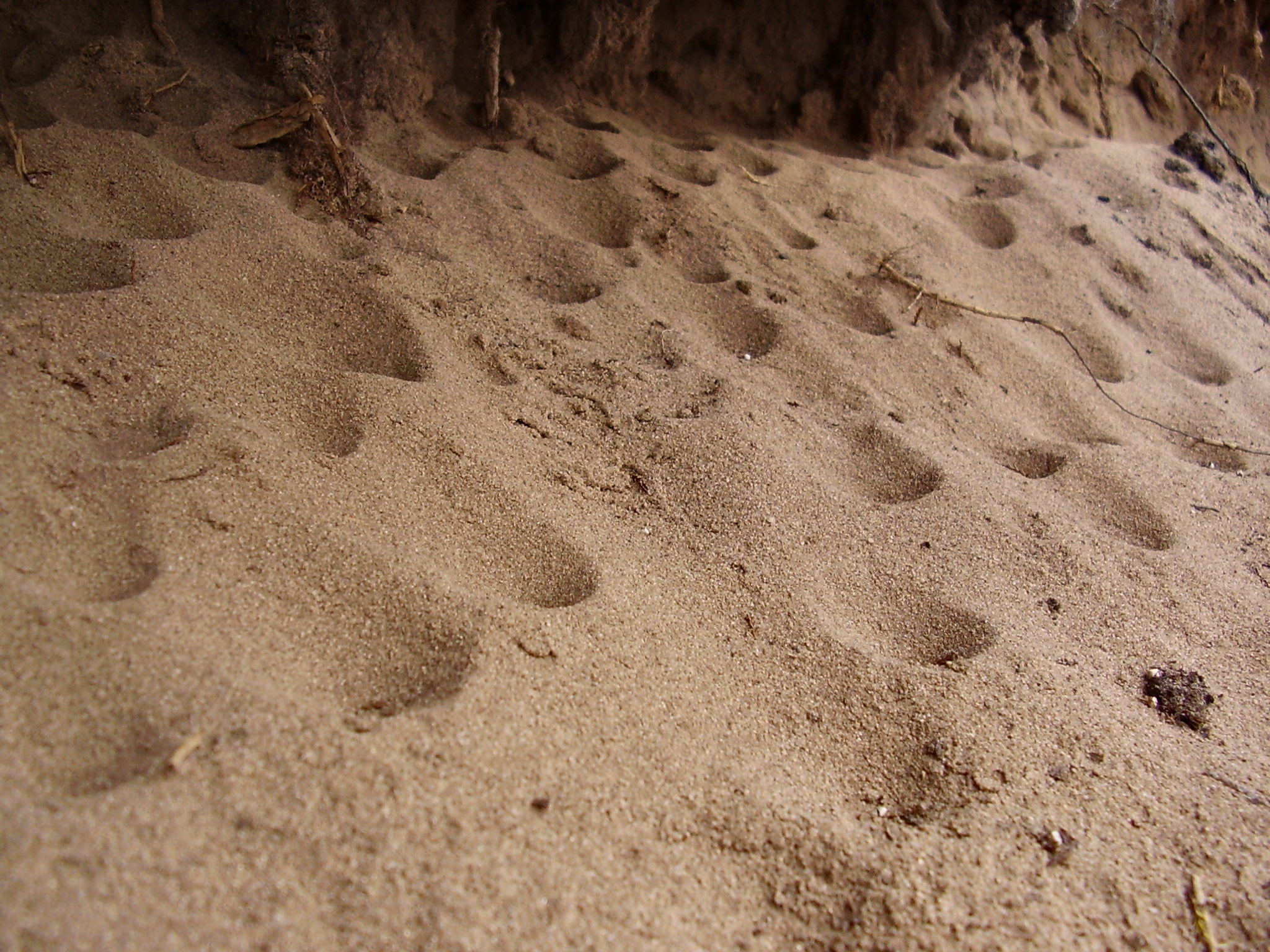
Fangtrichter von Ameisenlöwen in der Wahner Heide

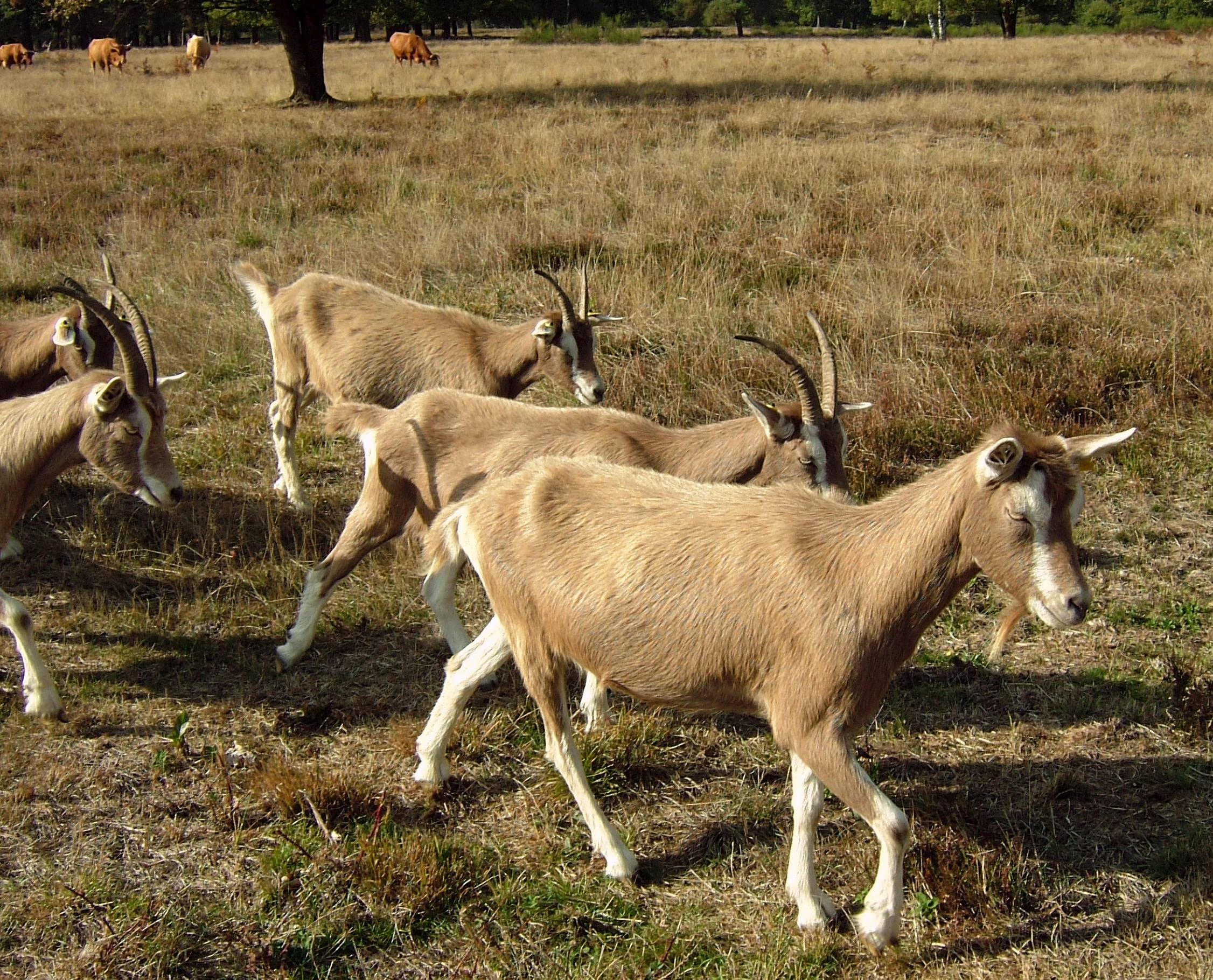
Wahner Heide – Ziegen und Glanrinder

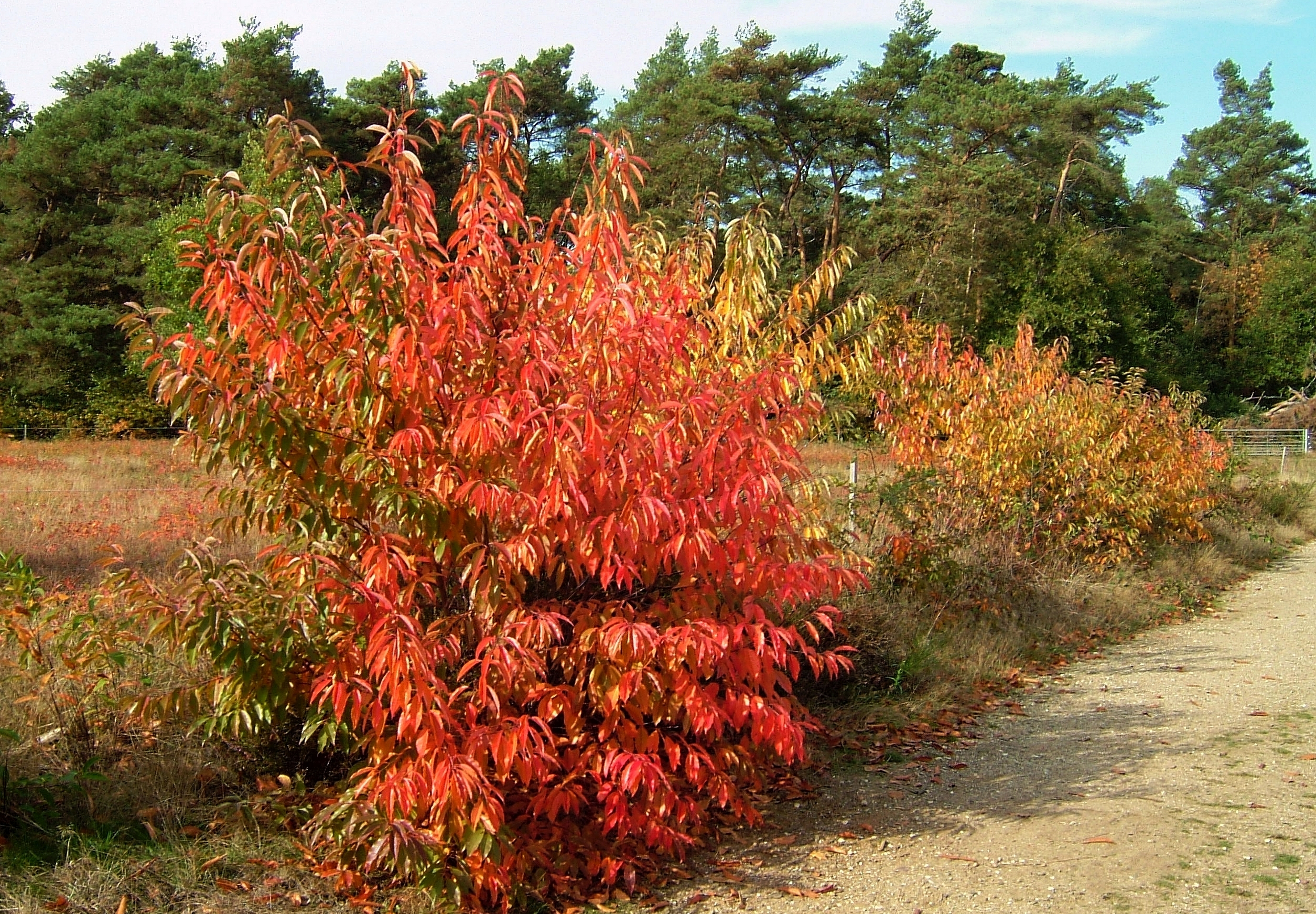
Herbst in der Wahner Heide – Bereich Nordschneise

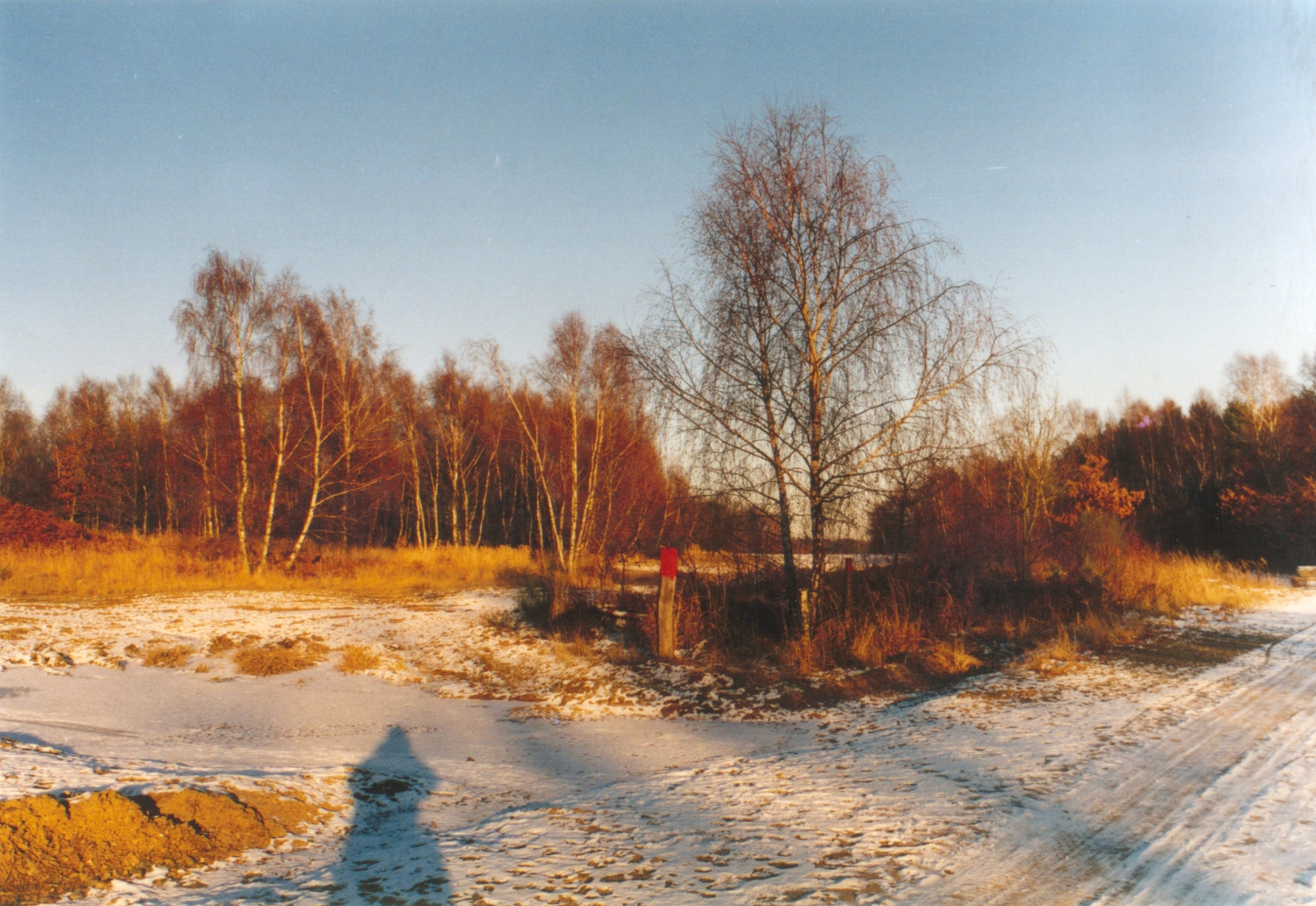
Winterlandschaft

Bereits 1931 erhielt die Heide den Status eines Naturschutzgebietes. Im Rahmen der europäischen Fauna-Flora-Habitat-Richtlinie wurde sie in den Natura 2000 Katalog aufgenommen. Sie ist zudem als Vogelschutzgebiet anerkannt (siehe auch Vogelschutzgebiet Wahner Heide).
Das Kernland der Wahner Heide wird heute zu großen Teilen von den folgenden Naturschutzgebieten eingenommen:
- NSG Wahner Heide <Rheinisch-Bergischer Kreis> (664 ha, Ausweisung 2000)
- NSG Wahner Heide <Köln> (769 ha, Ausweisung 2007)
- NSG Wahner Heide und Teile der Aggeraue im Rhein-Sieg-Kreis (2011 ha, Ausweisung 1968)
- NSG Aggeraue zwischen Lohmar und Siegburg (259 ha, Ausweisung 1998)

Nördlich an diese Naturschutzgebiete schließt sich das 1997 bzw. 2000 ausgewiesene NSG Königsforst an, von dessen 2558 ha etwa die zwei westlichen Drittel im Naturraum liegen; alle anderen Naturschutzgebiete sind klein und inselartig.
Die Besonderheit der Wahner Heide besteht in einem sehr kleinräumigen Wechsel aus sehr trockenen und sehr feuchten Biotopen. Nach der Eiszeit wurden hier Sande angeweht, die Dünen bildeten. Hier herrscht trotz ausreichender Niederschläge Wassermangel, weil das Wasser schnell versickert. Auf diesen Dünen findet man Trockenfluren mit Trockenheit und Wärme liebenden Arten: Trockenrasen, Heideflächen, Kiefer- und Eichenwälder.
In den Senken hingegen sammelt sich das Wasser und hier sind kleine Heidemoore, Moor- oder Auwälder erhalten. Dazu kommen Gewässer wie der Quarzitsteinsee, der Tümpel am Fliegenberg, die Tongrube oder der Kronenweiher.
Wegen dieser Kleinteiligkeit der Lebensräume weist die Wahner Heide eine große Artenvielfalt auf. An die 700 Tier- und Pflanzenarten der Wahner Heide finden sich auf der Roten Liste der vom Aussterben bedrohten Arten.

## Nutzung der Wahner Heide
Eine Heide besteht nicht nur aus vom Menschen unberührten Lebensräumen, sondern sie ist auch eine vom Menschen traditionell genutzte Kulturlandschaft. Das Überleben vieler seltener Tier- und Pflanzenarten wird erst durch die land- und forstwirtschaftliche Nutzung garantiert. Der Mensch war und ist auch heute noch ein wichtiger, nützlicher Faktor im Ökosystem Wahner Heide.

### Truppenübungsplatz

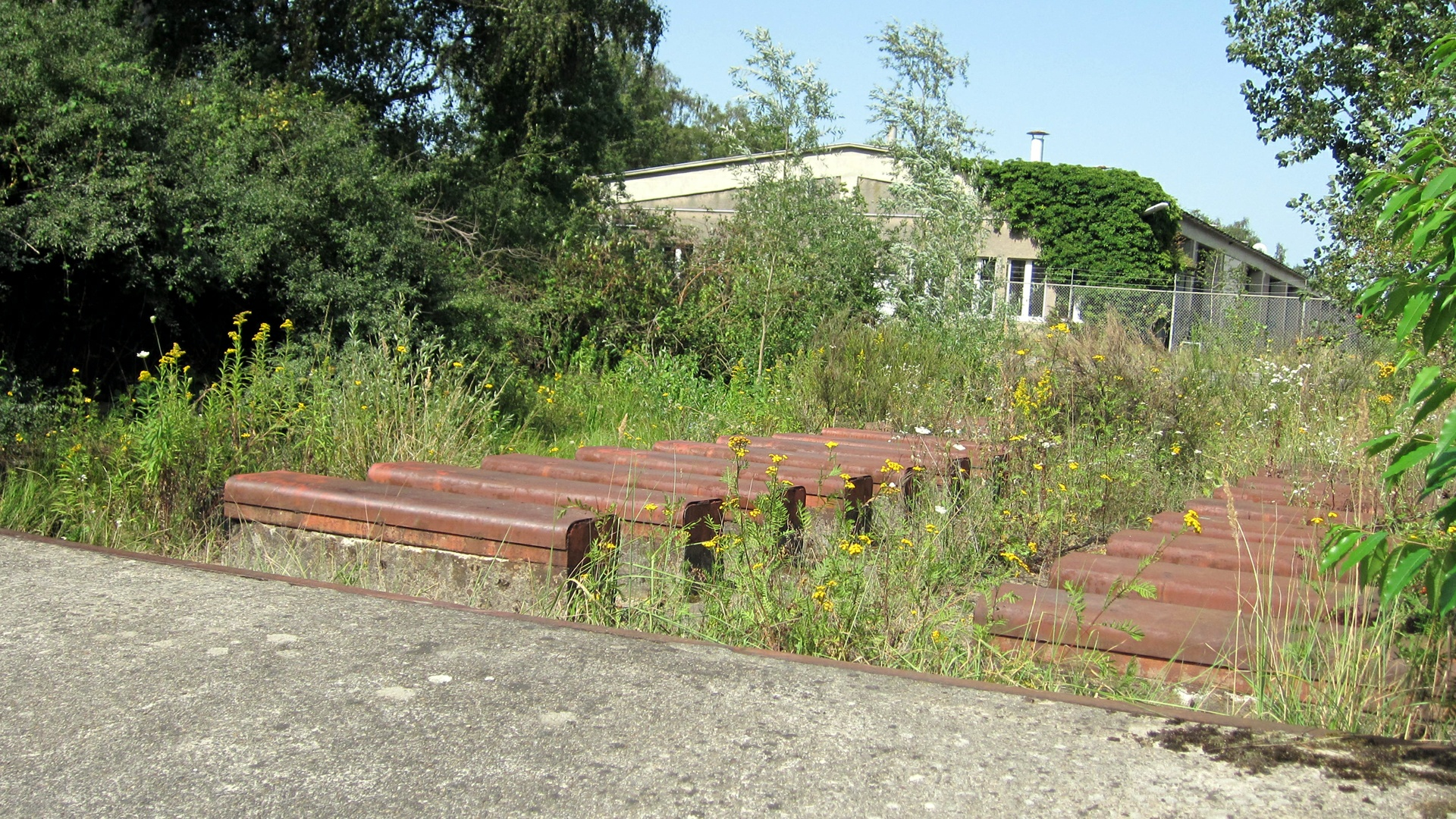
Ehemalige Panzerwaschanlage am früheren belgischen Camp Major Legrand bei Altenrath

Ab 1817 wurde die Heide vom preußischen Militär als Artillerieschießplatz zu Manöver- und Übungszwecken genutzt. Vor Beginn des Zweiten Weltkriegs errichtete die Luftwaffe hier einen Fliegerhorst. Mit dem Potsdamer Abkommen übernahm 1945 die Royal Air Force das Kasernengelände und baute die Start- und Landebahnen des Flughafens aus, der 1957 zur uneingeschränkten zivilen Nutzung freigegeben wurde. Von 1953 bis 2004 nutzten die belgischen Streitkräfte die Heide zu Übungszwecken. Sie bewachten unter anderem das Sondermunitionslager Wahner Heide, in dem Atomwaffen gelagert wurden. Der Bundeswehr dienen noch heute Teile der Wahner Heide als Standortübungsplatz Wahn.
Militärische Übungen mit Panzer- und sonstigen Fahrzeugen führten einerseits dazu, dass der Ausdehnung der Wald- und Buschfläche entgegengewirkt wurde, eine im Naturschutzsinne durchaus nützliche Maßnahme. Andererseits war damit aber auch vielfach der Verlust wertvoller Biotope verbunden. Der Übungsbetrieb verursachte ökologische Schäden und hatte Entwässerung und Zuschüttung von Feuchtgebieten zur Folge. Große Flächen wurden für die Kasernen verbraucht. Aber das militärische Sperrgebiet bewirkte auch, dass sich in weiten Teilen der Heide die Natur ungestört entwickeln konnte. Auch war die Bebauung der Heideflächen mit Wohnungs- oder Gewerbebauten nicht möglich.

### Heidewirtschaft
Die Sandböden der Wahner Heide haben sich nie für den Ackerbau geeignet. Daher wurden sie bis ins 19. Jahrhundert hinein hauptsächlich als Viehweideland mit Plaggenhieb genutzt.
Nach dem Abzug der belgischen Streitkräfte werden Pflegemaßnahmen unter naturschutzfachlicher Anleitung durchgeführt. Ziel ist es, eine traditionelle Heidewirtschaft zu etablieren. Ziegen fressen sehr gerne Blätter und junge Zweige von Bäumen und sorgen somit dafür, dass der Waldanteil an der Heidefläche nicht überhandnimmt. Etwa 300 Tiere weiden in den Sommermonaten vor allem in der nördlichen Wahner Heide. Ergänzt werden sie durch Gräser und Kräuter fressende Glanrinder. Die etwa 50 Exemplare in der Wahner Heide dienen nicht zuletzt der Erhaltung dieser Rasse.

### Forstwirtschaft
Ein grundsätzlicher Nutzungskonflikt besteht zwischen Naturschutz und Forstwirtschaft. Während der Naturschutz die Lebensräume mit ihren Tier- und Pflanzenarten und deren Entwicklungsmöglichkeiten in den Vordergrund stellt, basiert die Forstwirtschaft auf der Einflussnahme des Menschen aufgrund einer betriebswirtschaftlichen Kosten-Nutzen-Sichtweise. Die Wahner Heide wird auch forstwirtschaftlich genutzt. Nach Abzug der belgischen Streitkräfte gibt es Bestrebungen, eine naturschutzgerechtere forstwirtschaftliche Nutzung zu entwickeln.
Der älteste Baum der Heide war die 1000-jährige Boxhohn-Eiche zwischen Altenrath und Rösrath.

### Naherholungsziel für die Stadtbevölkerung

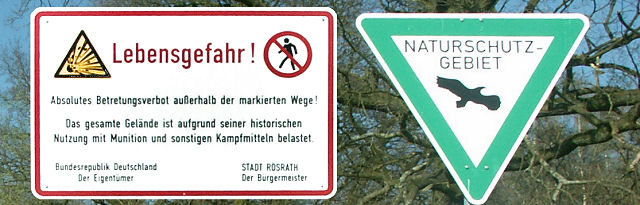
Lebensgefahr im Naturschutzgebiet

Aufgrund von Protesten der Zivilbevölkerung wurde das 1967 deklarierte militärische Sperrgebiet ab 1978 an den Wochenenden für Erholungssuchende geöffnet. Ab 2004 ist die Wahner Heide wieder an jedem Wochentag zugänglich, wenn auch ausschließlich auf dem markierten Wegenetz.
Da das Heidegebiet wegen der bisherigen militärischen Nutzung noch vielfach mit Munition belastet ist, finden sich neben den Schildern mit Hinweisen auf das Naturschutzgebiet auch Schrifttafeln, die auf die drohende Lebensgefahr hinweisen und deshalb mahnen, die markierten Wege nicht zu verlassen. Im Süden der Wahner Heide weisen zusätzliche Beschilderungen auf den dortigen Status des Bundeswehr-Standortübungsplatzes hin. Ein Teil ist Militärischer Sicherheitsbereich, der nicht unbefugt betreten werden darf. Der andere Teil ist Militärischer Bereich, der lediglich während der Übungszeiten nicht betreten werden darf.
Mit Schenkungsvertrag vom 2. August 2013 ging die Wahner Heide am 13. August 2013, vom bisherigen Eigentümer der Bundesanstalt für Immobilienaufgaben, in das Eigentum der DBU Naturerbe über, eine Tochtergesellschaft der Deutschen Bundesstiftung Umwelt (DBU) mit dem Ziel das Gebiet dauerhaft für den Naturschutz und die Bevölkerung zu sichern. Nach Rückbau der letzten militärischen Anlagen, wie der belgischen Kaserne Camp Altenrath, wird die Wahner Heide voraussichtlich im Frühjahr 2014 vollständig ins Eigentum der DBU übergehen.